# Cantó de Bernay-Est
El cantó de Bernay-Est és un cantó francès del departament de l'Eure, situat al districte de Bernay. Té 9 municipis i el cap es Bernay.

## Municipis
- Bernay (part)
- Carsix
- Corneville-la-Fouquetière
- Fontaine-l'Abbé
- Menneval
- Saint-Aubin-le-Vertueux
- Saint-Clair-d'Arcey
- Saint-Léger-de-Rôtes
- Serquigny

## Història
| Data d'elecció                           | Identitat      | Partit                    | Qualitat |
| ---------------------------------------- | -------------- | ------------------------- | -------- |
| 1985-1992                                | Jean Quinton   | UDF                       |          |
| 1992-                                    | Lionel Prevost | Divers gauche, després PS |          |
| les dades anteriors no són pas conegudes |                |                           |          |
|                                          |                |                           |          |